# Ian Wallace
Ian Russell Wallace (n. 29 septembrie 1946 — d. 22 februarie 2007) a fost un baterist de rock și jazz, cel mai bine cunoscut ca membru al trupei de rock progresiv King Crimson între 1971 și 1972.

## Discografie selectivă
- 1970: The World - Lucky Planet
- 1971: King Crimson — Islands
- 1972: Billy Burnette - Billy Burnette
- 1973: Alexis Korner & Snape - Accidentally Born in New Orleans
- 1973: Jackson Heights - Bump & Grind
- 1973: Alvin Lee & Mylon LeFevre - Road to Freedom
- 1974: Alexis Korner - Alexis Korner
- 1974: Big Jim Sullivan - Big Jims Back
- 1974: Alvin Lee - In Flight
- 1974: Alexis Korner - Mr. Blues
- 1974: Alexis Korner - Snape Live on Tour
- 1975: Steve Marriott - Marriott
- 1975: Alvin Lee - Pump Iron!
- 1978: Bob Dylan - Street-Legal
- 1979: Bob Dylan - Bob Dylan At Budokan
- 1981: Ronnie Wood - 1234
- 1981: David Lindley - El Rayo-X
- 1982: Don Henley - I Can't Stand Still
- 1982: David Lindley & El Rayo-X - Win This Record
- 1983: Jon Anderson - Animație
- 1983: Stevie Nicks - Wild Heart
- 1984: Don Henley - Building the Perfect Beast
- 1986: Graham Nash - Innocent Eyes
- 1986: Jackson Browne - Lives in the Balance
- 1986: Bonnie Raitt - Nine Lives
- 1988: Traveling Wilburys - Traveling Wilburys, Vol. 1
- 1989: Roy Orbison - Mystery Girl
- 1990: London Quireboys - Little Bit of What You Fancy
- 1995: Alvin Lee & Ten Years After - Pure Blues
- 1995: Joe Walsh - Robocop: The Series Soundtrack
- 1996: Johnny Hallyday - Destination Vegas
- 1998: King Crimson — Live at Jacksonville, 1972
- 2000: Billy Burnette - Are You With Me Baby
- 2000: King Crimson — Live at Summit Studios: Denver, 03/12/1972
- 2000: Alvin Lee & Ten Years After - Solid Rock
- 2001: Rodney Crowell - Houston Kid
- 2001: King Crimson — Live in Detroit 1971
- 2002: King Crimson — Earthbound
- 2002: King Crimson — Ladies of the Road
- 2003: Esther Phillips - Black-Eyed Blues
- 2003: The Warriors - Bolton Club '65
- 2003: Ian Wallace - Happiness With Minimal Side Effects
- 2003: King Crimson — Live in Orlando, 1972
- 2003: Bob Dylan - Street-Legal [Remastered]
- 2005: Fission Trip - Fission Trip, Volume One
- 2005: Adrian Belew - Side One
- 2005: Crimson Jazz Trio - King Crimson Songbook, Volume One
- 2006: 21st Century Schizoid Band - Pictures of a City: Live in New York
- 2007: Traveling Wilburys - Traveling Wilburys
- 2007: Steve Marriott's All Stars - Wam Bam
- 2009: Crimson Jazz Trio - King Crimson Songbook, Volume Two